# ヘンリー・アディントン (初代シドマス子爵)
初代シドマス子爵ヘンリー・アディントン（英語: Henry Addington, 1st Viscount Sidmouth PC FSA、1757年5月30日 - 1844年2月15日）は、イギリスの政治家、貴族。
第1次小ピット内閣で庶民院議長を務めたのち、1801年から1804年まで小ピットが一時的に失脚していた間、首相を務めた。首相在任中にアミアンの和約を締結し、フランスと一時的に講和した。政権運営に小ピットの協力を得られず辞職。1812年から1822年にかけてはリヴァプール伯爵内閣で内務大臣を務めたが、黎明期の労働運動を弾圧する反動政治家として悪名を馳せた。

## 経歴

### 首相就任まで
ロンドンの医師アンソニー・アディントンと妻メアリー（ハヴィランド・ジョン・ヒーリーの娘）の息子として、1757年5月30日にホルボーンのベッドフォード・ロウ（Bedford Row）で生まれ、6月30日にホルボーンのセント・アンドルー教会で洗礼を受けた。父は医師として成功を収めた人物であり、初代チャタム伯爵ウィリアム・ピット（大ピット）の主治医だったほか、1788年には国王ジョージ3世も診ている。このような関係から、大ピットの子小ピットとは幼年時代の友人であった。
1762年よりチーム・スクールに通った後、1769年から1773年までウィンチェスター・カレッジで教育を受け、1771年1月7日にリンカーン法曹院に入学した。1773年から1774年まで家庭教師サミュエル・グッディナフの指導を受けた。1774年1月14日にオックスフォード大学ブレーズノーズ・カレッジに入学、1778年2月26日にB.A.の、1780年11月18日にM.A.の学位を修得した。1784年5月11日、リンカーン法曹院で弁護士資格免許を取得した。
1784年イギリス総選挙でディヴァイジズ選挙区から出馬した。ディヴァイジズでは衣服商の影響力が強く、アディントンは衣服商プリンス・サットン（Prince Sutton）の息子ジェームズ・サットンがアディントンの姉妹イリナと結婚していたこともあり、無投票で当選した。以降1790年、1796年、1802年の総選挙でも無投票で再選した。議会ではトーリー党に属した。
1789年6月イギリス庶民院議長選挙で小ピット首相の後押しを受けて、215票対142票で第4代準男爵サー・ギルバート・エリオットを破って庶民院議長に当選した。6月23日、枢密顧問官に任命された。以降1801年2月10日まで議長を務めた。
1791年3月24日、ロンドン考古協会フェローに選出された。1792年、リンカーン法曹院の評議員に選出された。

### アディントン内閣

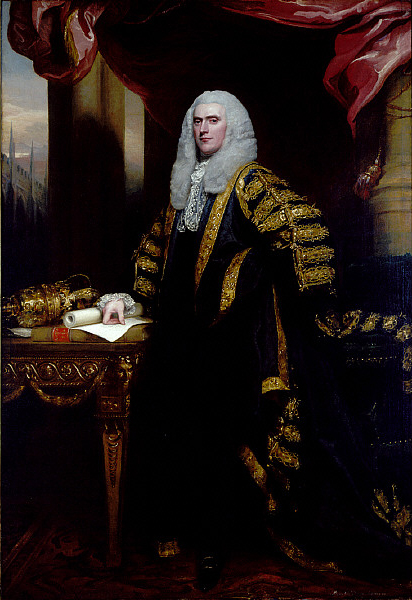
初代シドマス子爵ヘンリー・アディントン（ジョン・シングルトン・コプリー画）

1801年3月に小ピットがカトリック問題に躓いて退陣すると代わって彼が第一大蔵卿（首相）と財務大臣に就任した。アディントンは外務大臣に据えたロバート・ジェンキンソン（後の第2代リヴァプール伯爵）を通じてフランスと和平交渉を進め、1802年にアミアンの和約を締結し、一時的に平和を取り戻した。
彼は小ピット系議員と見られていたが、政権を降りた小ピットは庶民院議場の政府側ベンチの第三列に座ったため（この席に座るということは政府を支持するが、反対する可能性を留保することを示す）、それも怪しくなった。小ピット自身は「党派を形成して陛下の政府に反抗することは罪悪」という価値観を持つ政党政治反対派だったので、明確な反対党領袖にはなりたがらなかったが、ジョージ・カニングやウィリアム・グレンヴィルら小ピット側近たちは明確な反対党となることを小ピットに要求していた。
1803年5月にはアミアンの和約が破られ、再びフランスとの戦争状態に突入した。これによりピット再登用の機運が高まった。それでも反対党領袖になることを躊躇していた小ピットを見限ったグランヴィルは、独自に野党ホイッグ党のチャールズ・ジェームズ・フォックスと接触を開始した。これを危険視した小ピットはついに反対党となる決意を固めた。アディントンは小ピットに戦争指導の協力を要請していたが、それが見込めないことが分かると辞職を決意した。1804年5月に退陣し、小ピットに首相の地位を譲った。

### 首相退任後
1805年1月12日、連合王国貴族であるデヴォン州シドマスにおけるシドマス子爵に叙せられ、15日に貴族院議員に列した。
第2次小ピット内閣では1805年1月から7月まで枢密院議長を務めた。
小ピットの死後に成立したグレンヴィルの「挙国人材内閣」には1806年2月から10月まで王璽尚書、1806年10月から1807年3月まで枢密院議長として参加した。
1812年4月に枢密院議長としてスペンサー・パーシヴァル内閣に入閣、同年にリヴァプール伯爵内閣が成立すると6月に内務大臣に転じた。以降1822年までという長期にわたって同職に在職した。この内閣で彼はトーリー反動政治家の代表格として知られ、黎明期の労働運動に対して「ピータールーの虐殺」や集会やデモを禁止する「治安六法」制定など弾圧姿勢をもって臨んだ。1822年1月17日に内務大臣を退いたが、無任所大臣として1824年11月まで内閣に留まった。後任には自由主義的なロバート・ピールが就任した。これが一つの契機となり、リヴァプール伯爵内閣は反動的性格を弱め、自由主義的政策を打ち出すようになっていく。
1814年6月16日、オックスフォード大学よりD.C.L.の名誉学位を授与された。
1844年2月15日にロンドンのホワイト・ロッジで死去、23日にモートレイクで埋葬された。

## 人物
演説は貧相だったといわれる。
「若者の喜びの欠如は苦しみだ。老人の苦しみの欠如は喜びだ」という言葉を残したという。

## 家族
1781年9月19日、アーシュラ・メアリー・ハモンド（Ursula Mary Hammond、1760年5月14日 – 1811年6月23日、レオナード・ハモンドの娘）と結婚、4男4女をもうけた。
- メアリー・アン・アーシュラ（1782年 – 1847年12月24日[13]）
- ヘンリー（1786年9月30日 – 1823年7月30日）[2]
- チャールズ・アンソニー（1789年8月20日埋葬） - 夭折[2]
- フランシス（1870年2月27日没） - 1820年6月20日、ジョージ・ペリュー（英語版）（1866年10月13日没）と結婚[14]
- ウィリアム・レオナード（1794年11月13日 – 1864年3月25日） - 第2代シドマス子爵[2]
- シャーロット（1870年没） - 1838年5月2日、ホレス・ゴア・カリー（Horace Gore Currie）と結婚[14]
- 男子（1798年11月21日 – 1798年11月24日[13]）
- ヘンリエッタ（1800年6月17日 – 1868年8月12日） - 1838年1月16日、トマス・バーカー・ウォール（Thomas Barker Wall、1859年3月9日没）と結婚[13]

1823年7月29日、メアリー・アン・タウンゼンド（Mary Anne Townshend、1783年ごろ – 1842年4月26日、）と再婚したが、2人の間に子供はいなかった。

## 関連図書
- Foster, Joseph (1888–1892). "Addington, Henry" . Alumni Oxonienses: the Members of the University of Oxford, 1715–1886 (英語). Vol. 1. Oxford: Parker and Co. p. 9. ウィキソースより。
- Holland, Arthur William (1911). "Sidmouth, Henry Addington, 1st Viscount" . In Chisholm, Hugh (ed.). Encyclopædia Britannica (英語). Vol. 1 (11th ed.). Cambridge University Press. p. 40.
- Hunt, William (1885). "Addington, Henry (1757-1844)" . In Stephen, Leslie (ed.). Dictionary of National Biography (英語). Vol. 1. London: Smith, Elder & Co. pp. 117–121.
- Wood, James, ed. (1907). "Addington, Henry" . The Nuttall Encyclopædia (英語). London and New York: Frederick Warne.